# Vladimir Maher
Vladimir Maher, slovenski častnik, veteran vojne za Slovenijo in organizator MSNZ * 10. april 1957, Apače.
Po zaključeni šoli za rezervne častnike pehote v Bileći je bil v rezervni sestavi postavljen na dolžnost poveljnika voda in poveljnika čete v lahki brigadi takratne JLA. Brigadir mag. Vladimir Maher je aktivni udeleženec Vojne za Slovenijo in eden od organizatorjev Manevrske strukture narodne zaščite. V čin brigadirja je bil povišan maja 2008, v začetku novembra 2012 pa se je upokojil. Vladimir Maher je poročen z ženo Marjeto. Skupaj s sinom Mitjo živijo v Šentilju. 

## Civilna ter vojaška izobraževanja
Fakulteta za podiplomske državne in evropske študije Brdo pri Kranju (2003–2005)
Visoka upravna šola Ljubljana (1999–2002)
Višja pravna šola Maribor (1984–1988)
Srednja ekonomska šola Maribor (1972–1976)
Osnovna šola Velka (1964–1972)
EVRO tečaj, Vojna akademija vojske Zvezne republike Nemčije, Hamburg (1998)
generalštabna šola, Vojna akademija vojske Zvezne republike Nemčije, Hamburg (1997–1998)
obveščevalni tečaj, Poljče, RŠTO (1991) 
varnostni tečaj, Pančevo, JLA (1988)
tečaj poveljnikov občinskih štabov TO, Beograd, JLA (1984)
tečaj poveljnikov čet, Sarajevo, JLA (1982)
tečaj poveljnikov vodov, Velike Bloke, JLA (1979)
Šola rezervnih častnikov pehote, Bileča, JLA (1977)

## Vojaška kariera
- poveljnik PDRIU (maj 2012–november 2012)
- direktor štaba GŠSV (maj 2009–maj 2012)
- namestnik poveljnika PDRIU (2007–2009)
- načelnik združenega sektorja za kadre in izobraževanje na GŠSV (2005–2007)
- poveljnik, 72. brigada Slovenske vojske (6. februar 2003–2005)
- načelnik Sektorja za logistične zadeve J-4, GŠSV (2001–6. februar 2003)
- načelnik operativnega oddelka na 3. Operativnem poveljstvu SV v Celju (1998–2001)
- generalštabno šolanje v ZRN v Hamburgu (1997–1998)
- namestnik poveljnika 7. PPSV (1994–1997)
- načelnik operativnega oddelka v 7. PPSV (1993–1994)
- pomočnik poveljnika za kadrovske zadeve v 7. PŠTO VŠP (1992–1993)
- pomočnik NŠ za obveščevalne zadeve v 7. PŠTO VŠP  (1. 3. 1991)
- začetek dela na obveščevalnih zadevah v 7. PŠTO VŠP (15. 1. 1991)
- formalno na dolžnosti referenta za partizansko brigado TO v 7. PŠTO VŠP (1. 1. 1991)
- načelnik obveščevalnega odseka v 7. PŠTO VŠP (1991)
- poveljnik Teritorialne obrambe bivše občine Pesnica (1982–1991)
- poveljnik voda in čete v enotah JLA (1977–1982)

## Napredovanja
- Brigadir (13. 5. 2008)
- Polkovnik (18. 11. 2005)
- Podpolkovnik (23. 10. 1996)
- Major (26. 10. 1993)
- Stotnik - I. stopnje (30. 4. 1992)
- Stotnik (18. 11. 1986)
- Poročnik (12. 11. 1982)
- Podporočnik (20. 11. 1978)
- stažist Vodnik (13. 10. 1977)
- stažist Desetnik (1. 7. 1977)

## Odlikovanja in priznanja
- red generala Maistra III. stopnje
- znak Manevrske strukture Narodne zaščite 1990
- red Manevrske strukture Narodne zaščite III. stopnje
- spominski znak Obranili domovino 1991
- srebrna medalja generala Maistra z meči
- zlata medalja generala Maistra
- zlata medalja Slovenske vojske
- srebrna medalja Slovenske vojske
- bronasta medalja Slovenske vojske
- srebrna plaketa Slovenske vojske
- bronasto priznanje Načelnika GŠSV
- zlata plaketa SV Vzhodnoštajerske pokrajine
- zlata medalja PDRIU
- srebrni meč Poveljstva sil SV
- srebrni znak 3. Operativnega poveljstva SV
- zlati znak 72. brigade